# 小行星8695
小行星8695（8695 Bergvall）是一颗绕太阳运转的小行星，为主小行星带小行星。该小行星于1993年3月17日发现。

## 轨道参数
小行星8695的轨道半长轴为2.8866798 UA，离心率为0.049。